# Microtropis yunnanensis
Microtropis yunnanensis är en benvedsväxtart som först beskrevs av Hu, och fick sitt nu gällande namn av Ching Yung Cheng, Amp; T.C. Kao och Q.H. Chen. Microtropis yunnanensis ingår i släktet Microtropis och familjen Celastraceae. Inga underarter finns listade.